# Puente de Cristinas (Pajaroncillo)
El puente de Cristinas es un viaducto y vía pecuaria sobre el río Cabriel en el municipio de Pajaroncillo, provincia de Cuenca (Castilla-La Mancha, España).
De factura gótica tardía, su construcción data del siglo XVI, habiendo sufrido modificaciones posteriores (siglos XVIII y XIX).

## Historia
Popularmente conocido entre los lugareños como «puente romano», los hallazgos arqueológicos romanos descubiertos en la zona sugieren que el actual viaducto pudo haberse construido sobre el trazado de una calzada romana –la vía XXXI del itinerario de Antonino (Laminium–Caesaragusta)-: tal vez como acceso secundario.
Su construcción data del siglo XVI, siendo uno de los siete puentes que tenía el río Cabriel a mediados del siglo XIX, lo nombra Pascual Madoz (1846) al decir del antiguo partido judicial (España) de Cañete:

Los r. que llevan su curso por este part. son; el Cabriel que entra por el térm. de Salvacañete, bañando ademas los de Alcalá, Campillos-Paravientos, Boniches, Pajaroncillo, Villar del Humo, Cardenete, Villora y Mira; sale de él por el puente del Pajazo, y tiene siete puentes, uno que dirige hacia Salvacañete, con dos pilastras de piedra y un arco de madera; otro en el camino de Alcalá, con 2 arcos como el anterior; otro en el de Campillos con uno; otro en el de Boniches, con dos; el llamado de los Ayuntaderos con uno; el de Cristinas, de piedra sillería con 2, construido á mediados del siglo último, y el de Villora con tres pilastras y 2 arcos, todos en buen estado».
 Diccionario Geográfico-Estadístico-Histórico de España, Pascual Madoz

Cuando Madoz dice «construido á mediados del siglo último» debemos entender que está refiriéndose a reconstrucciones o modificaciones sufridas en el siglo XVIII.

## Ubicación y descripción

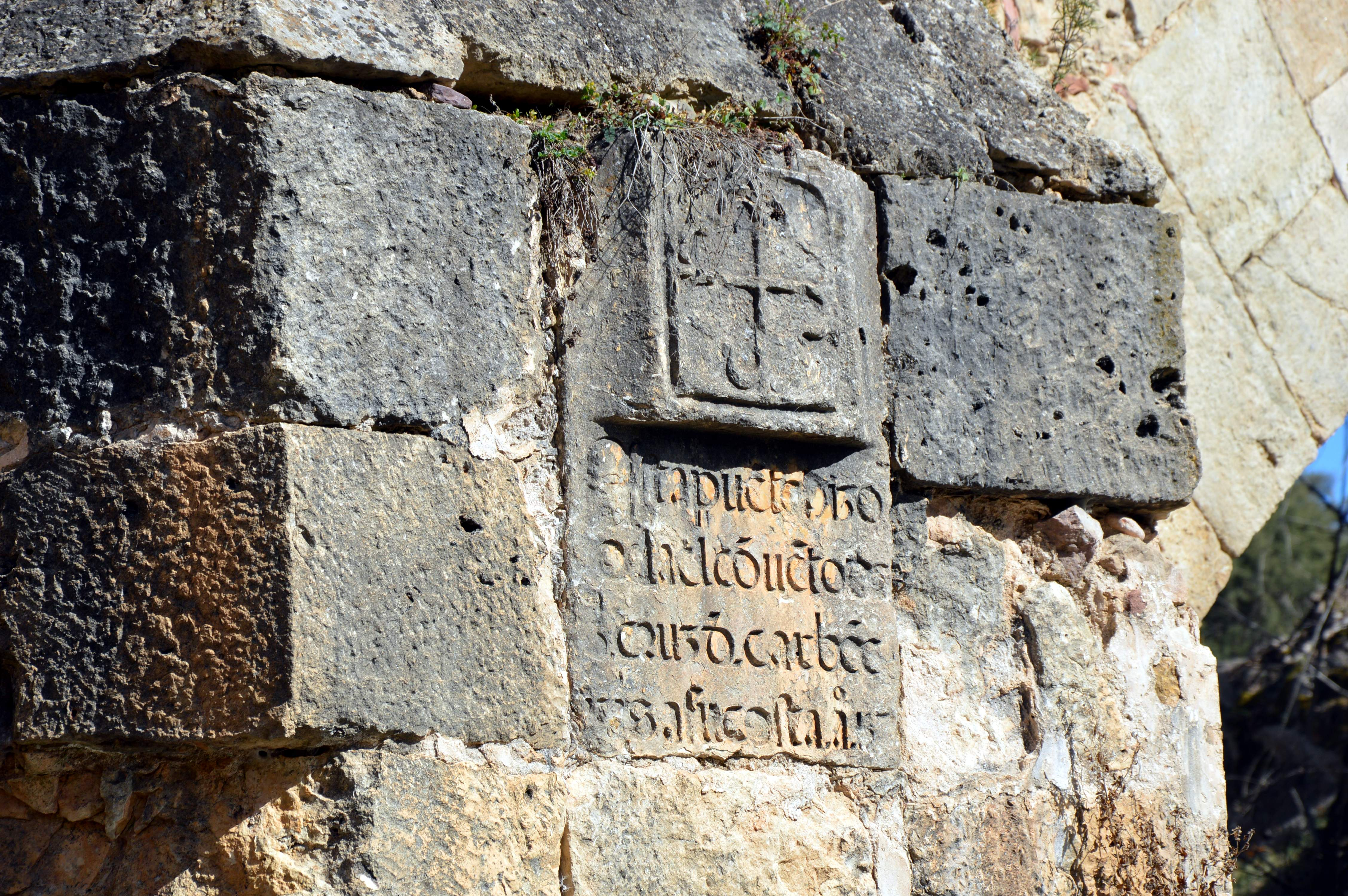
Detalle de inscripción gótica en el tajamar occidental del puente de Cristinas sobre el río Cabriel en Pajaroncillo (2017)

El paraje de Cristinas donde se alza el puente (junto a la carretera N-420, a unos 3 km de Pajaroncillo) resulta coincidente con un cruce de caminos entre Castilla-La Mancha, vía Cañete (Cuenca) y Aragón, vía Teruel y Albarracín, con una derivación meridional hacia Villar del Humo. Por el puente discurre una vía pecuaria reconocida por el Ministerio de Agricultura (en 1956), particularmente la «Cañada Real del Reino y la Cañada Real del Camino de Pajarón al puente de Cristinas».-
Trabajado en piedra caliza y piedra rodena, el Puente de Cristinas tiene dos arcos rebajados con pilastras y tajamares en ambas aguas (arriba y abajo), con una inscripción de trazos góticos labrados en una cartela sobre el parteaguas de arriba, cuya data anota el año de su construcción, a la que faltan los dos últimos dígitos. La inscripción -según el latinista y paleógrafo Niceto Hinarejos Ruiz, en SOS Patrimonio Conquense- dice:

ESTA PUENTE REHÍZO/ EL CONVENTO SANTA/ CRUZ DE CARBONERAS/ A SU COSTA AÑO 15..

Del texto se deduce que en el lugar del puente pudo haber un pasadero anterior. Tiene pretil de mampostería y piedras labradas en el pasamano, todo ello muy deteriorado, pudiendo verse que algunos bloques han caído al río. En la magna obra -Enciclopedia del románico en Castilla La Mancha (2009)-, se describe en estos términos:

Puente de Cristinas, en Pajaroncillo, de dos ojos de arcos rebajados, separados por tajamares, es igualmente de construcción gótica, como denuncia la labra de los sillares, que en este caso hay que llevar además a una época muy tardía, dentro del siglo XVI, como data una inscripción situada en el tajamar de aguas abajo (occidental) y que alude a su construcción, aunque lamentablemente los dos últimos números de la fecha están ilegibles…».
 Enciclopedia del románico en Castilla La Mancha , Miguel Ángel García Guinea y José Mª Pérez González

La infraestructura presentaba diversas patologías de importancia (pérdida de pretiles, agrietamiento de bóvedas, desaparición del tablero original...), precisando una urgente intervención. La restauración fue promovida por la Diputación de Cuenca y el Ayuntamiento de Pajaroncillo. Los trabajos corrieron a cargo de una empresa constructora de Carboneras de Guadazaón, se ejecutaron entre mediados de septiembre de 2018 y finales de noviembre del mismo año, utilizando mortero de cal tipo «morcen cal muro».
Los trabajos de restauración del Puente de Cristinas se enmarcan en el Plan de Rehabilitación, Conservación y Protección del Patrimonio conquense, se han llevado a cabo siendo presidente de la Diputación don Benjamín Prieto Valencia y alcalde de Pajaroncillo don Luis Gasco Sánchez, y han supuesto una inversión de unos 55.000 euros.

## Galería

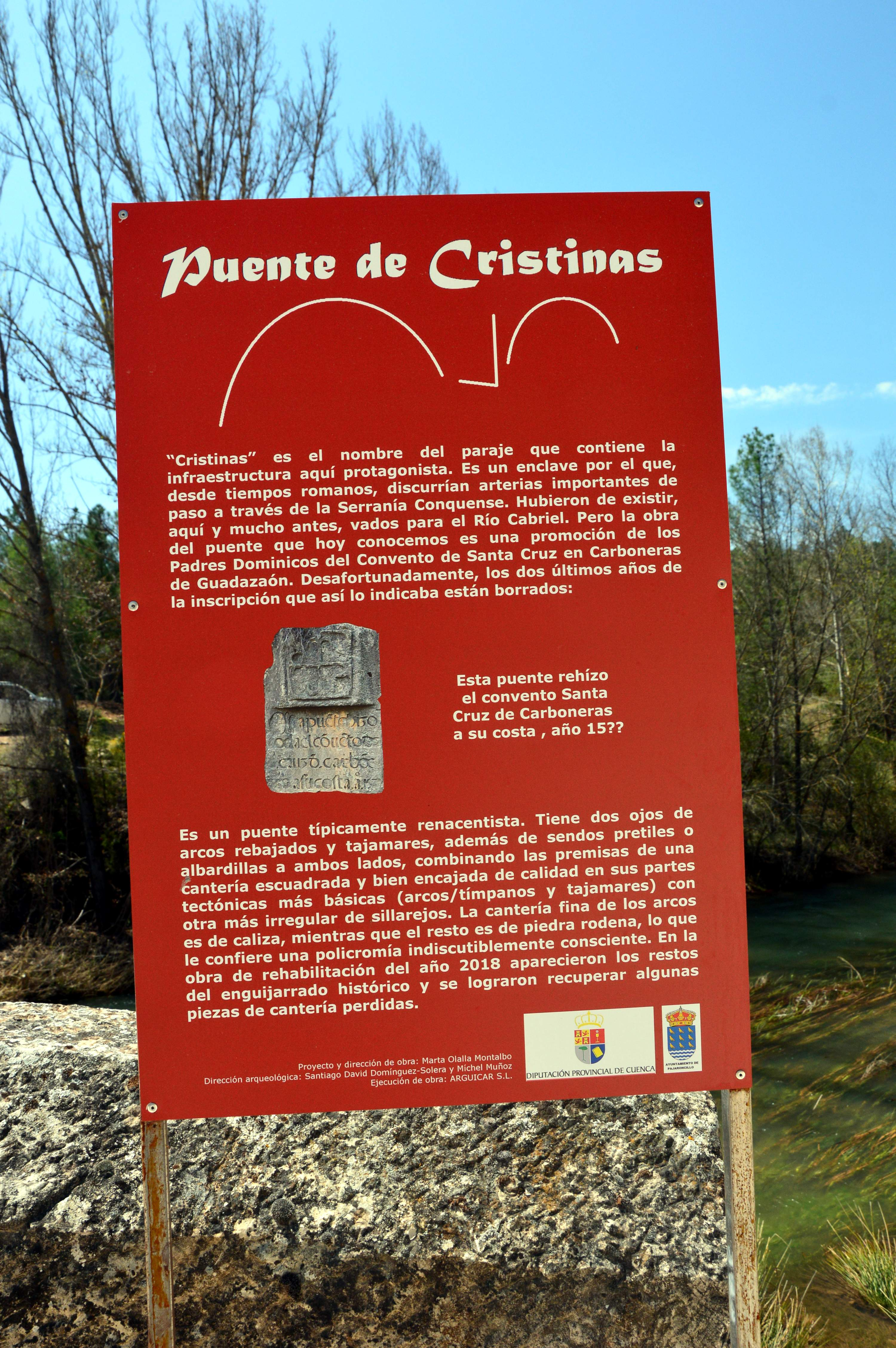
Puente de Cristinas en Pajaroncillo (Cuenca), 2019.
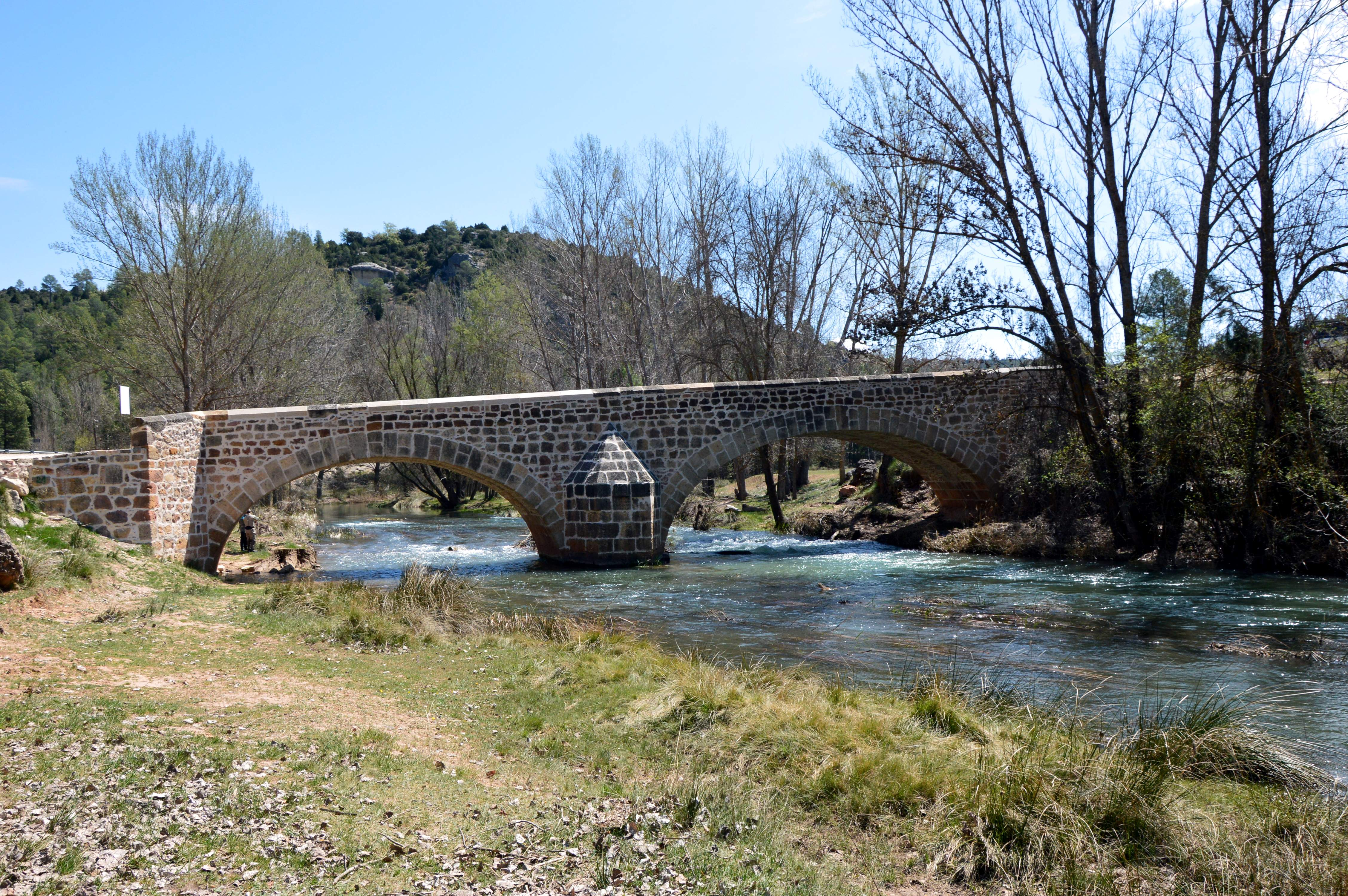
Puente de Cristinas en Pajaroncillo (Cuenca), 2019.
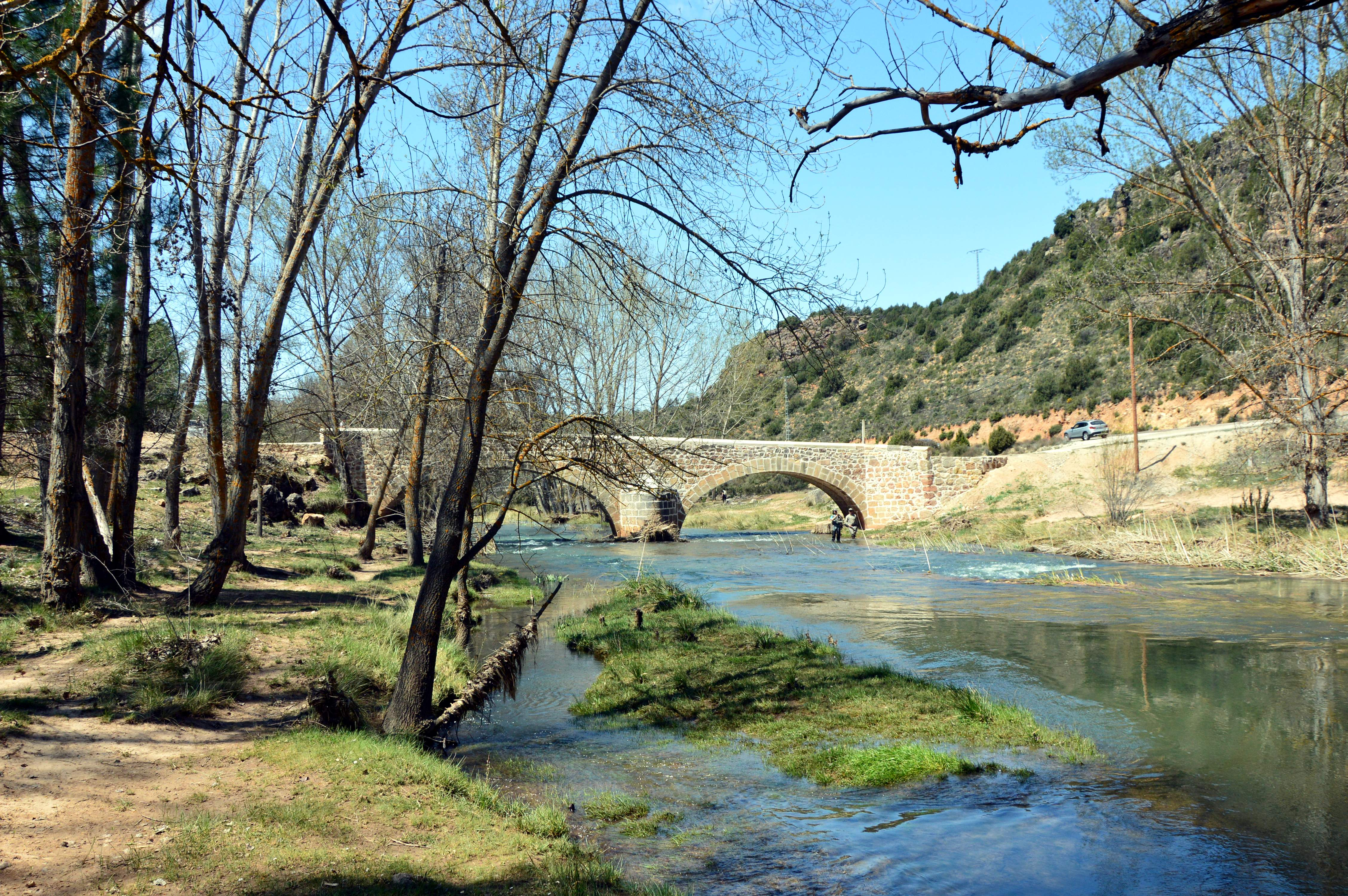
Puente de Cristinas en Pajaroncillo (Cuenca), 2019.
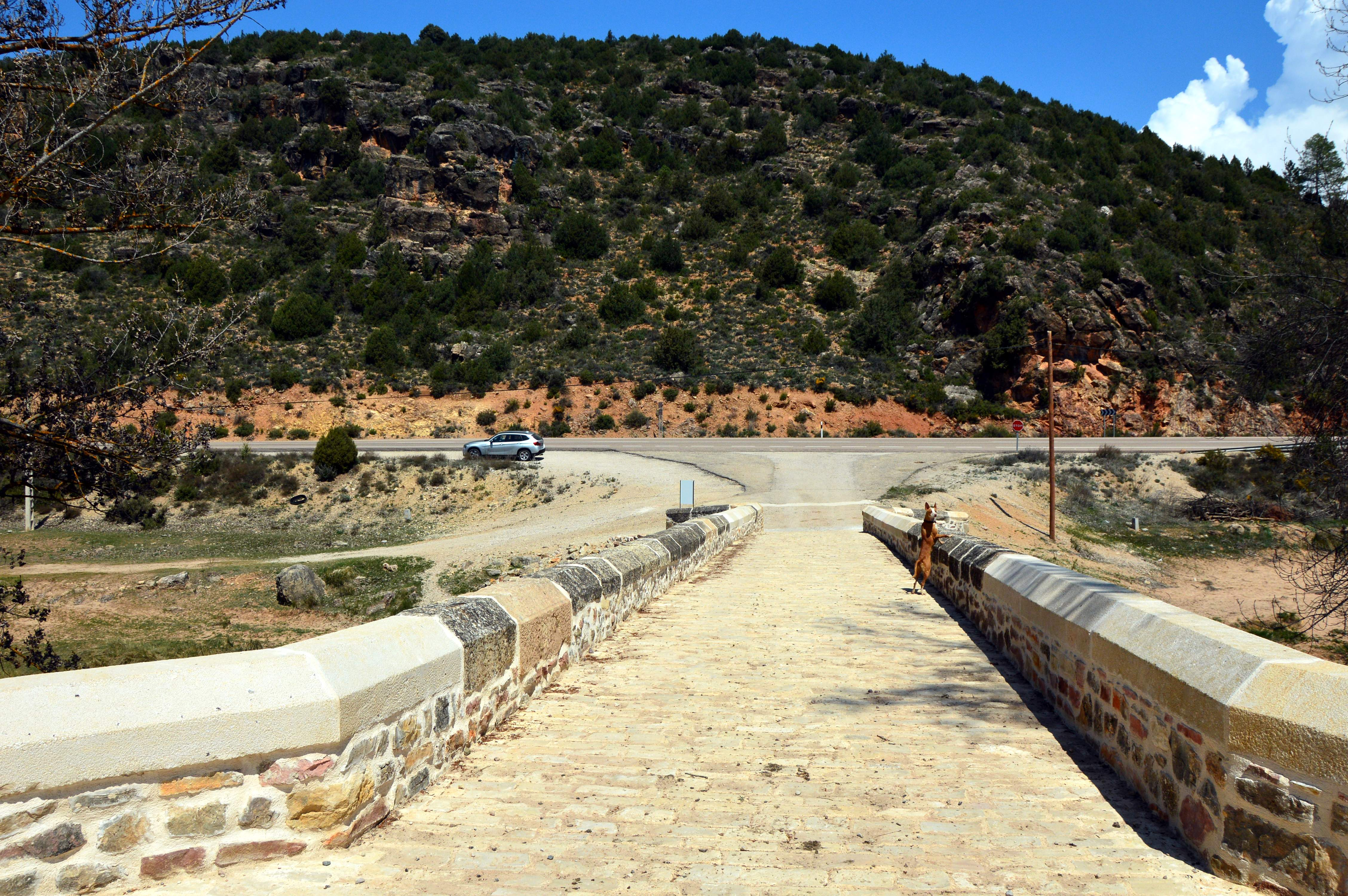
Puente de Cristinas en Pajaroncillo (Cuenca), 2019.